# Slavic Cup w biegach narciarskich 2008/2009
Slavic Cup w biegach narciarskich 2008/2009 – kolejna edycja tego cyklu zawodów. Rywalizacja rozpoczęła się 20 grudnia 2008 r. w czeskiej miejscowości Horní Mísečky, a zakończyła się 22 marca 2009 r. w słowackiej miejscowości Kremnica Skalka.
Obrońcami tytułu zarówno wśród kobiet jak i mężczyzn byli Polacy Justyna Kowalczyk, a u mężczyzn Mariusz Michałek.

## Kalendarz i wyniki

### Kobiety
| Lp | Data             | Miejscowość     | Dystans                           | 1. miejsce       | 2. miejsce        | 3. miejsce         |
| -- | ---------------- | --------------- | --------------------------------- | ---------------- | ----------------- | ------------------ |
| 1. | 20 grudnia 2008  | Horní Mísečky   | 5 km s. klasycznym                | Kamila Rajdlová  | Eva Skalníková    | Ivana Janečková    |
| 2. | 21 grudnia 2008  | Horní Mísečky   | 10 km s. dowolnym                 | Kamila Rajdlová  | Ivana Janečková   | Ivana Janečková    |
| 3. | 30 grudnia 2008  | Zakopane        | Sprint s. dowolnym                | Odwołano         | Odwołano          | Odwołano           |
| 4. | 13 stycznia 2009 | Wisła           | 10 km s. dowolnym (start masowy)  | Irina Terentjeva | Klára Moravcová   | Martina Chrástková |
| 5. | 14 stycznia 2009 | Wisła           | Sprint s. dowolnym                | Irina Terentjeva | Katarína Garajová | Klára Moravcová    |
| 6. | 17 stycznia 2009 | Liberec-Vesec   | 10 km (bieg pościgowy)            | Kamila Rajdlová  | Ivana Janečková   | Eva Skalníková     |
| 7. | 18 stycznia 2009 | Liberec-Vesec   | 5 km s. klasycznym                | Kamila Rajdlová  | Eva Skalníková    | Ivana Janečková    |
| 8. | 21 marca 2009    | Kremnica Skalka | 5 km s. klasycznym                | Eva Skalníková   | Eliška Hájková    | Eva Nývltová       |
| 9. | 22 marca 2009    | Kremnica Skalka | 7,5 km s. dowolnym (start masowy) | Eliška Hájková   | Katarína Garajová | Eva Nývltová       |

### Mężczyźni
| Lp | Data             | Miejscowość     | Dystans                          | 1. miejsce       | 2. miejsce       | 3. miejsce        |
| -- | ---------------- | --------------- | -------------------------------- | ---------------- | ---------------- | ----------------- |
| 1. | 20 grudnia 2008  | Horní Mísečky   | 10 km s. klasycznym              | Václav Kupilík   | Radek Sretr      | Petr Novák        |
| 2. | 21 grudnia 2008  | Horní Mísečky   | 15 km s. dowolnym                | Michal Malák     | Petr Novák       | Václav Kupilík    |
| 3. | 30 grudnia 2008  | Zakopane        | Sprint s. dowolnym               | Odwołano         | Odwołano         | Odwołano          |
| 4. | 13 stycznia 2009 | Wisła           | 15 km s. dowolnym (start masowy) | Mariusz Michałek | Ján Krška        | Wojciech Biskup   |
| 5. | 14 stycznia 2009 | Wisła           | Sprint s. dowolnym               | Mariusz Michałek | Jan Bartoň       | Davorín Škvaridlo |
| 6. | 17 stycznia 2009 | Liberec-Vesec   | 15 km (bieg pościgowy)           | Jiří Magál       | Martin Koukal    | Milan Šperl       |
| 7. | 18 stycznia 2009 | Liberec-Vesec   | 10 km s. klasycznym              | Jiří Magál       | Martin Jakš      | Martin Koukal     |
| 8. | 21 marca 2009    | Kremnica Skalka | 7,5 km s. klasycznym             | Jan Rykr         | Václav Kupilík   | Mariusz Michałek  |
| 9. | 22 marca 2009    | Kremnica Skalka | 10 km s. dowolnym (start masowy) | Michal Malák     | Mariusz Michałek | Petr Novák        |

## Klasyfikacje
| Lp. | Zawodniczka        | Punkty |
| --- | ------------------ | ------ |
| 1.  | Klára Moravcová    | 451    |
| 2.  | Eva Skalníková     | 425    |
| 3.  | Kamila Rajdlová    | 400    |
| 4.  | Eva Nývltová       | 305    |
| 5.  | Ivana Janečková    | 280    |
| 6.  | Martina Chrástková | 278    |
| 7.  | Eliška Hájková     | 266    |
| 8.  | Katarína Garajová  | 225    |
| 9.  | Soňa Tolarova      | 200    |
| 10. | Zuzana Schmalzová  | 177    |

| Lp. | Zawodnik         | Punkty |
| --- | ---------------- | ------ |
| 1.  | Mariusz Michałek | 435    |
| 2.  | Petr Novák       | 350    |
| 3.  | Václav Kupilík   | 349    |
| 4.  | Michal Malák     | 262    |
| 5.  | Jan Rykr         | 231    |
| 6.  | Vladislav Razým  | 205    |
| 7.  | Ján Krška        | 200    |
| 7.  | Jiří Magál       | 200    |
| 9.  | Martin Koukal    | 180    |
| 10. | Jiří Horčička    | 169    |